# Enoximone

L'Enoximone, con nome commerciale Perfan, è un inibitore selettivo della fosfodiesterasi III, ha un'attività vasodilatatoria e inotropa positiva.

## Caratteristiche strutturali e fisiche
L’Enoximone si presenta in uno stato solido a temperatura ambiente ed è praticamente insolubile in acqua.

## Usi terapeutici
Indicato per il supporto a breve termine (48 h), sotto continua sorveglianza clinica e strumentale, di scompenso cardiaco acuto resistente alle terapie standard o in attesa di trapianto cardiaco. L'inibizione dell’enzima fosfodiesterasi III (PDE III) a livello cardiaco e vascolare aumenta la forza di contrazione del cuore (effetto inotropo positivo) con conseguente aumento della gittata cardiaca. Si evidenzia anche vasodilatazione.
Viene utilizzato in ambito ospedaliero associando alla durata del trattamento un accurato controllo dei parametri ematochimici.

## Studi clinici
È stato fatto uno studio controllato crossover in doppio cieco con placebo.  A 12 pazienti con scompenso cardiaco moderatamente grave è stato somministrato Enoximone 1 o 2 mg/kg.  Rispetto al placebo, l'Enoximone ha aumentato significativamente la gittata cardiaca e ha ridotto la resistenza vascolare sistemica e ha anche aumentato il flusso sanguigno degli arti in modo significativo riducendo moderatamente la resistenza vascolare degli arti.
In un altro studio, 16 pazienti con scompenso cardiaco acuto hanno ricevuto Enoximone (50, 100 o 150 mg) o placebo. Nei pazienti che hanno assunto Enoximone si è notato un aumento della frazione di eiezione a 4, 8 e 12 settimane e la durata dell'esercizio è migliorata nel 50% dei pazienti. L'efficacia clinica, con una minore incidenza di effetti avversi, è stata dimostrata con i dosaggi di 50 e 100 mg.
A 10 pazienti con grave scompenso cardiaco sono stati somministrati in sequenza Enoximone 2 mg/kg, nitroprussiato o dobutamina (10 µg/kg/min). Si è notato un miglioramento della funzione della pompa cardiaca con tutti e tre i farmaci, ma il nitroprussiato ha prodotto più ipotensione e la dobutamina maggiore tachicardia.Durante la terapia a lungo termine con Enoximone in pazienti con insufficienza cardiaca cronica da moderata a grave, ci sono stati miglioramenti nei sintomi. Rispetto al Captopril (25 mg), l'Enoximone (150 mg) ha ridotto la resistenza vascolare sistemica a riposo nei pazienti con grave scompenso cardiaco. Entrambi i farmaci si sono dimostrati utili per il trattamento dei pazienti. Uno studio simile su 10 pazienti con grave insufficienza cardiaca ha mostrato che sia il Captopril che l'Enoximone sono formaci adatti per il trattamento di pazienti scompensati.

## Farmacodinamica
L'Enoximone è un inibitore della fosfodiesterasi III, un enzima che svolge un'azione di controllo sull'inotropismo del cuore. L'azione è paragonabile a quella dei composti beta-agonisti, quali adrenalina e dobutamina, con la differenza che è in grado di ridurre le resistenze vascolari sistemiche e polmonari con maggiore efficacia rispetto alle catecolammine. Proprio per questa attività similare agli agonisti beta-adrenergici, va tenuto presente che l'Enoximone, essendo un inibitore della PDE3, potenzia l'azione degli agonisti ai recettori beta-adrenergici. Gli inibitori della fosfodiesterasi riducendo l'attività enzimatica diminuiscono la degradazione dell'AMP ciclico (cAMP) ad AMP.  In questo modo una maggiore concentrazione di cAMP resta disponibile nella cellula per l'attivazione della proteina kinasi A, la quale è a sua volta coinvolta nel processo di fosforilazione dei canali calcio che permettono l'ingresso di calcio indispensabile per la contrazione cardiaca.
Il risultato di questa attività è un'azione inotropa positiva, ovvero si sviluppa la contrazione cardiaca più velocemente e con forza maggiore.

## Farmacocinetica
Questo farmaco è soggetto a grande variabilità interindividuale per quanto riguarda gli aspetti farmacocinetici, quindi è necessario per alcuni parametri distinguere in base alla situazione clinica del paziente preso in considerazione: 
- Emivita: 4,2 ore nei volontari sani, 6,2 ore per i pazienti che soffrono di insufficienza cardiaca; varia molto in base alla situazione clinica del soggetto preso in considerazione;[4]
- Biodisponibilità: 50% dopo somministrazione orale;
- Volume di distribuzione: dopo somministrazione endovenosa si trova legato per l’85% alle proteine plasmatiche;[4]
- Metabolismo: a livello del fegato viene trasformato in metabolita solfossido cardioattivo (circa il 78%);[5]
- Eliminazione: escreto nelle urine in grande percentuale, circa il 70% sotto forma di solfossido e meno dell’1% come farmaco immodificato;[5]
- Somministrazione: dal momento che subisce un importante effetto di primo passaggio non viene più somministrata per via orale, bensì ora è somministrato per via endovenosa;[5]

## Effetti indesiderati
È controindicato nel caso di cardiopatie gravi, valvulopatie ostruttive gravi, ipovolemia grave non compensata, tachiaritmie ventricolari, aneurisma ventricolare.
A livello del sistema cardiovascolare sono stati notati battiti ectopici, ovvero battiti cardiaci irregolari che causano variazioni nell’impulso regolare, ipotensione, vari tipi di aritmie tra cui tachiaritmia ventricolare e sopraventricolare. Nel caso queste ultime compaiano in modo grave è assolutamente necessario sospendere la terapia e instaurare un’adeguata terapia antiaritmica.
Altri effetti che si possono riscontrare sono cefalea, insonnia, diarrea, nausea e/o vomito, brividi, oliguria e dolore alle estremità superiori ed inferiori. 
Dal momento che tra gli effetti collaterali c'è anche un aumento degli enzimi epatici, è raccomandabile per i pazienti con pregressa insufficienza epatica di interrompere la terapia.